# 13857 Stafford
13857 Stafford este un asteroid din centura principală de asteroizi.

## Descriere
13857 Stafford este un asteroid din centura principală de asteroizi. A fost descoperit pe 4 decembrie 1999 în cadrul proiectului CSS. Asteroidul prezintă o orbită caracterizată de o semiaxă mare de 2,63 ua, o excentricitate de 0,16 și o înclinație de 4,7° în raport cu ecliptica.